# Penelopeia sphaerica
Penelopeia sphaerica är en gurkväxtart som först beskrevs av Brother Alain, och fick sitt nu gällande namn av H.Schaef. och S.S.Renner. Penelopeia sphaerica ingår i släktet Penelopeia och familjen gurkväxter. Inga underarter finns listade i Catalogue of Life.